# إلمر براندون
إلمر براندون هو سياسي كندي، ولد في 16 يونيو 1906 في كندا، وتوفي في 2 يوليو 1956 في تورونتو في كندا. حزبياً، نشط في حزب أونتاريو المحافظ التقدمي. وقد انتخب عضو برلمان مقاطعة أونتاريو.